# Loi Engerand

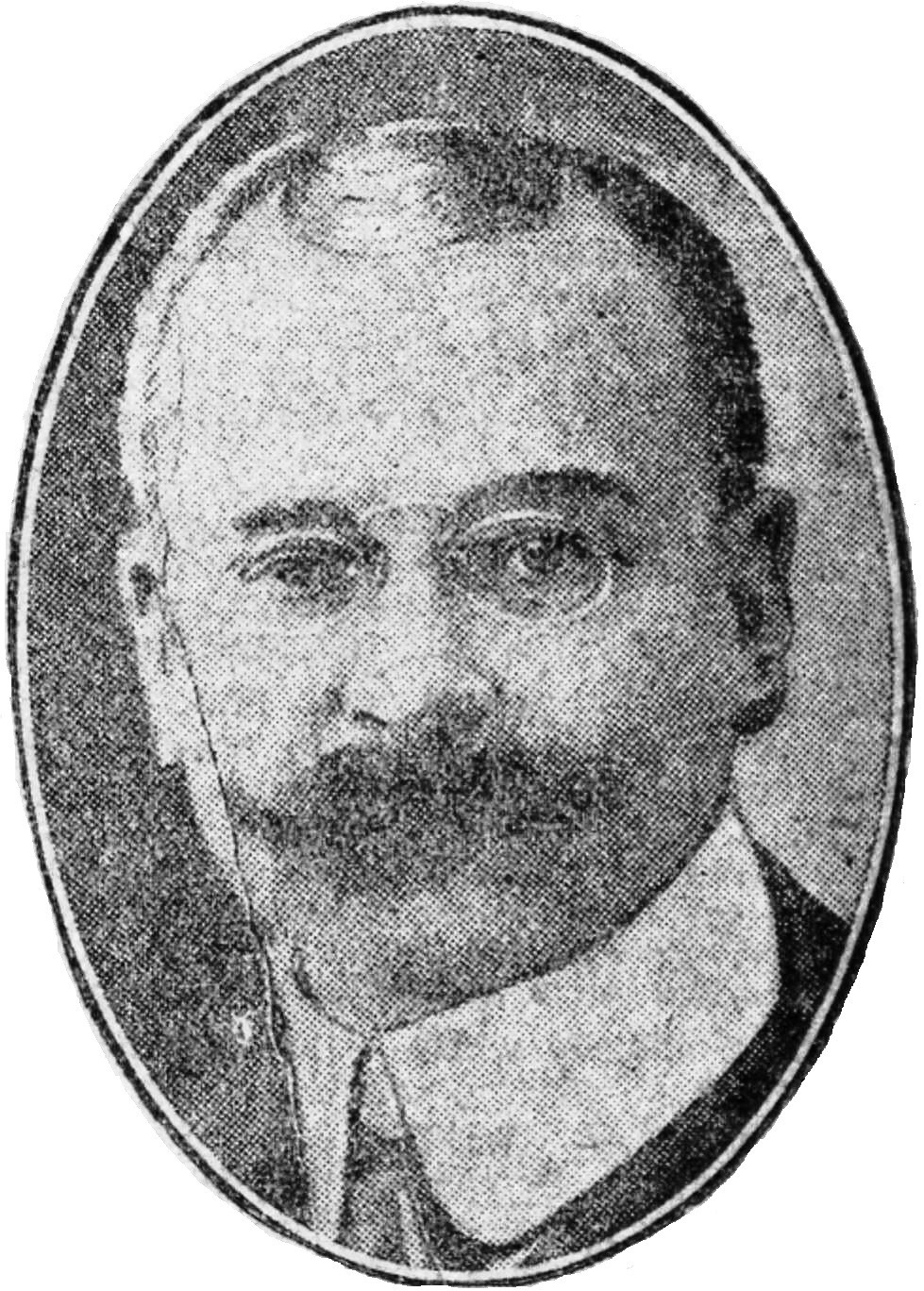
Fernand Engerand.

La loi Engerand, votée le 27 novembre 1909, est historiquement la première loi sur les congés de maternité en France. Elle est déposée par le député Fernand Engerand en 1906.
La loi prohibe sans compensation monétaire le travail pour les femmes avant et après accouchement pendant huit semaines.

## Composition
La proposition de loi, écrite par Fernand Engerand, se compose ainsi, :

« Article unique. — La suspension du travail par la femme, pendant huit semaines consécutives, dans la période qui précède et suit l'accouchement, ne peut être une cause de rupture, par l'employeur, du contrat de louage de services, et ce à peine de dommages-intérêts au profit de la femme. Celle-ci devra avertir l'employeur du motif de son absence.

Toute convention contraire est nulle de plein droit.

L'assistance judiciaire sera de droite pour la femme devant la juridiction du premier degré. »

En clair, la loi a pour objectif de garantir pour les femmes en couches un congé non rémunéré de huit semaines, sans qu'elles ne craignent de perdre leur emploi.

## Histoire

### Contexte
L'homme politique et fondateur du catholicisme social Albert de Mun a déjà en 1886 proposé de mettre en place un congé maternité, mais cette proposition est rejetée au cours du vote en 1892.

### Discussions
Fernand Engerand, homme politique conservateur et député du Calvados, dépose son projet de loi en 1906.
La loi est validée le 27 novembre 1909 par le président de la République de l'époque Armand Fallières à Paris, qui en fait une loi d’État.

### Conséquences
La validation de cette proposition de loi est vue par ses contemporains comme un progrès et un soulagement.
L'homme politique Paul Strauss dépose un autre projet de loi peu après la validation de la loi Engerand dans le but d'inclure une rémunération pour les femmes.
Le projet de loi de Paul Strauss est confirmé par un vote et devient la loi du 17 juin 1913 : cette loi permet de garantir un congé maternité aux femmes enceintes tout en leur garantissant une indemnité monétaire. La loi sur les assurances sociales de 1928, dans la même lignée, est plus ambitieuse en permettant une gratuité des soins médicaux, et une indemnité totale du salaire non touché.